# Socialistische Propagandaclub voor Vrouwen
De Socialistische Propagandaclub voor Vrouwen (opgericht te Gent in 1886) was een Belgische organisatie die zich inzette voor gelijkberechtiging van vrouwen in gezin en politiek en op het gebied van werk en inkomen.
De bekende feminist en socialist Emilie Claeys werd al zeer snel na de oprichting voorzitter. Zij geloofde dat socialisme en feminisme gezamenlijk moest optrekken en onder haar leiding sloot de Propagandaclub zich aan bij de pas opgerichte Belgische Werkliedenpartij (BWP).
Geïnspireerd door het Internationaal Werkliedencongres dat in augustus 1891 in Brussel was gehouden (het tweede congres van de Tweede Internationale) en contacten met de Nederlandse Vrije Vrouwenvereeniging ontwikkelde de Club zich tot een feministische belangengroep die pleitte voor vrouwenkiesrecht.